# Número cero
Número cero (en la edición original en italiano: Numero zero) es una novela de Umberto Eco publicada en 2015.
Es la séptima y última novela de Umberto Eco. Ambientada en 1992 en Milán, se trata de una sátira sobre el periodismo, la política y las teorías conspirativas.

## Argumento
El protagonista, Colonna, hombre de cincuenta años que se considera un fracasado y un perdedor, será contratado por Simei, director del periódico Domani, como redactor jefe. El diario, propiedad del commendatore Vimercarte, tiene la única finalidad de editar números cero que no serán publicados pero que servirán a Vimercarte para chantajear e intimidar a las altas esferas dándoles a entender lo que podría publicarse en su contra.
El resto de la redacción la formaran otros seis periodistas también fracasados: Maia Fresia, Palatino, Constanza, Cambria, Ludici y Braggadocio. Surgirá una historia de amor entre Maia y Colonna. Todo irá bien hasta que aparece asesinado Braggadocio, que estaba llevando a cabo unas investigaciones relacionadas con la muerte de Benito Mussolini y la Operación Gladio.
Al final, gracias a un documental emitido por la BBC, cambiará la suerte de Maia y Colonna.